# Kelsbach (Alte Donau)
Der Kelsbach oder die Kels ist ein linker Zufluss der Alten Donau im Markt Pförring im Landkreis Eichstätt, die dann nach recht langem weiteren Nebenlauf zum Strom im Nachbar-Landkreis Kelheim von links in die Donau mündet.

## Name
Die Römer errichteten beim Kelsbach das Kastell Celeusum.  Der Name Celeusum könnte mit der indogermanischen Wurzel *kelH- für 'aufragen, hochragen' (vgl. gall. celicnon 'Turm') in Zusammenhang stehen. Der Name Kels(bach) wiederum ist vermutlich eine Rückbildung des althochdeutschen Chelasgaue/Kelsgau.

## Geografie

### Oberer Kelsbach
Der Kelsbach entspringt nordwestlich von Kasing, durchfließt die Orte Oberdolling und Unterdolling und versickert bei Hagenstetten, etwa  2,5 km vor Ettling. Im Sommer versickert dort der Kelsbach komplett im Untergrund, jedoch im Winter kann der Abfluss so hoch sein, dass der Bach oberirdisch Ettling erreicht.

### Kelsbachquelle

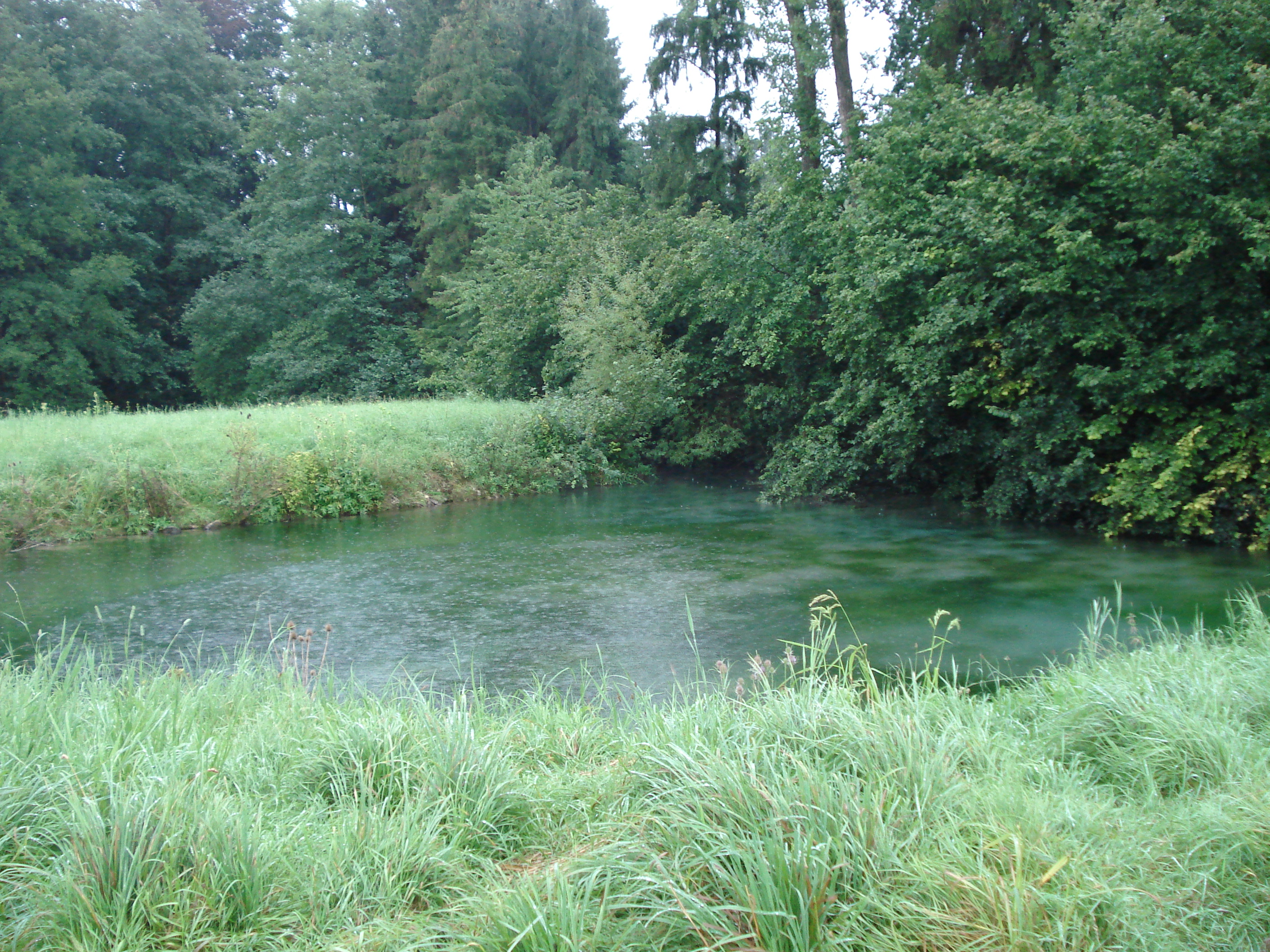
Die Kelsbachquelle in Ettling

Das versickerte Wasser des oberen Kelsbaches tritt aus der Kelsbachquelle am westlichen Ende von Ettling in einem Quelltopf wieder zu Tage. Dies konnte mit Hilfe von Kontrastwasseruntersuchungen festgestellt werden. Dabei wurde auch eine Verbindung der Kelsbachquelle mit einer 14 km entfernten Doline im Köschinger Forst nachgewiesen. Die Kelsbachquelle schüttet pro Sekunde durchschnittlich 160 Liter bläulich schimmerndes Quellwasser aus. Weitere Quellen treten in der Ortsmitte in einem Weiher hervor. Die Nähe der Quelle zur Donau und zu dem im Nibelungenlied genannten Übergang zu Pförring lassen den Schluss zu, dass es sich bei der Kelsbachquelle um den im Nibelungenlied erwähnten "schönen Brunnen" handelt. Darin trifft Hagen die Wassernixen und zwingt sie die Zukunft zu künden.

### Unterer Kelsbach
Nach seinem Wiederaustritt in Ettling umfließt der Kelsbach eine Insel, auf welcher früher die Burg Ettling stand. Der Kelsbach betrieb sieben Mühlen auf der Strecke bis Pförring. Für die Bachmühle bei Ettling besteht bis heute ein altes Wasserrecht zur Ableitung von bis zu 150 Liter Wasser pro Sekunde zur Energiegewinnung. In Pförring mündet der Kelsbach in einen Altarm der Donau. 